# سالومه (نمایش‌نامه)
سالومه (انگلیسی: Salome و فرانسوی: Salomé‎) یک تراژدی نوشتهٔ اسکار وایلد است. نمایشنامه در یک پرده روایت انجیلی سالومه دخترخواندهٔ هرود، والی یهودیه، را بازگو می‌کند که در ازای رقص هفت چادر سرِ یوحنای معمدان را بر سینی از هرود درخواست می‌کند.

## تاریخچه
نسخهٔ اصلی سالومه را اسکار وایلد به فرانسوی نوشته‌است. این نسخه در ۱۸۹۱ به چاپ رسیده و سه سال پس از آن ترجمهٔ انگلیسی آن زیر نظر وایلد منتشر شده‌است. وایلد در این باره که چرا سالومه را به زبان فرانسوی نوشته‌است، در روزنامهٔ پال‌مال گزت به تاریخ ۲۹ ژوئن ۱۸۹۲ گفت: «ابزاری است که می‌دانم در فرمان دارم و آن زبان انگلیسی است. ابزاری دیگر نیز بود که تمام زندگی‌ام به آن گوش داده‌بودم، و می‌خواستم یک بار آن را در دست گرفته ببینم که آیا می‌توانم از آن چیزی زیبا بیرون بکشم یا نه.» ترجمهٔ انگلیسی سالومه کار لرد آلفرد داگلاس است. داگلاس کسی بود که رابطهٔ عاشقانه‌اش با وایلد جنجال‌آفرین شد و کار وایلد را به زندان کشانید. در ۱۱ فوریه ۱۸۹۶ که سالومه برای نخستین بار در پاریس بر صحنه می‌رفت وایلد در زندان بود. پیش‌تر در لندن، سارا برنارد، هنرپیشهٔ سرشناس آن دوران، کوشیده بود سالومه را بر صحنه ببرد اما دربار انگلستان به بهانهٔ این که در این نمایشنامه شخصیت‌های کتاب مقدس حضور دارند و قانون چنین چیزی را منع کرده، از اجرای آن جلوگیری کرد. اما نمایشنامه در انگلستان و در سرتاسر اروپا منتشر شد و هواداران بسیار یافت. ریشارد اشتراوس بر پایهٔ ترجمهٔ آلمانی هدویگ لاخمان اپرایی به همین نام ساخت که شهرتش با شهرت نمایشنامه برابری می‌کند. آنتوان مَریوُت، آهنگساز فرانسوی، نیز اپرایی بر پایهٔ متن اصلی ساخته‌است.

### خاستگاه
اصل ماجرای سالومه از عهد جدید است. وایلد گفته‌است که نخستین بار در کتاب «سه افسانه» نوشتهٔ گوستاو فلوبر به این ماجرا برخورده است. او بعداً با توصیفی که در کتاب بیراه نوشتهٔ یوریس کارل هویسمانس از نقاشی سالومه، اثر گوستاو مورو، می‌خواند دوباره به سوی این داستان کشیده می‌شود. وایلد همچنین در این کار از مترلینگ و مالارمه و هاینه تأثیر پذیرفته‌است.
در میان انجیل‌های چهارگانه، انجیل مرقس روایتی کامل‌تر از این ماجرا به دست می‌دهد. عین روایت چنین است: «زیرا هیرودیس فرستاده، یحیی را گرفتار نموده، او را در زندان بست، به خاطر هیرودیا زن برادرش فیلیپس که او را در نکاح خویش آورده بود. از آن جهت که یحیی به هیرودیس گفته بود نگاه داشتن زن برادرت بر تو روا نیست پس هیرودیا از او کینه داشته می‌خواست او را به قتل رساند اما نمی‌توانست؛ زیرا که هیرودیس از یحیی می‌ترسید چون که او را مردی عاقل و مقدس می‌دانست و رعایتش می‌نمود و هر گاه از او می‌شنید بسیار به عمل می‌آورد و به خوشی سخن او را اصغا می‌نمود. اما چون هنگام فرصت رسید که هیرودیس در روز میلاد خود اُمرای خود و سرتیپان و رؤسای جلیل را ضیافت نمود. و دختر هیرودیاس به مجلس درآمده رقص کرد و هیرودیس و اهل مجلس را شاد نمود. پادشاه بدان دختر گفت که آنچه خواهی از من بطلب تا به تو بدهم. و از برای او قسم خورد که آنچه از من خواهی حتی نصف مُلک مرا هر آینه به تو عطا کنم. او بیرون رفته به مادر خود گفت چه بطلبم؟ گفت سر یحیی تعمید دهنده را. در ساعت به حضور پادشاه درآمده خواهش نموده گفت که می‌خواهم الان سر یحیی را در طبق به من عنایت نمایی. پادشاه به شدت محزون گشت لیکن به جهت پاس قسم خود و خاطر اهل مجلس نخواست او را محروم نماید. بی‌درنگ پادشاه جلادی فرستاده، فرمود تا سرش را بیاورند. و او به زندان رفته سر او را از تن جدا ساخته و بر طبقی آورده و بدان دختر داد و آن دختر آن را به مادر خود سپرد. چون شاگردانش شنیدند آمدند و بدن او را برداشته دفن کردند.» (انجیل مرقس ۶: ۱۷–۳۰)
در روایت اسکار وایلد اما انگیزهٔ سالومه در طلب سر یحیی، عشق پرشور و شر او به این پیامبر است که ناکام مانده و در عوض نوازش، دشنام و نفرین شنیده‌است. در واقع جوهر تراژیک این نمایشنامه همین عشق و کین‌ستانی هولناک است. پژوهشگر لبنانی، کریستوفر نصار معتقد است وایلد در طرح شخصیت سالومه از سیبلی ایزدبانوی پاگان بهره گرفته‌است. ایزدبانویی که دوشیزگی خود را نگاه می‌دارد و همزمان نابود کردن نیروی جنسی مردانه را خوش دارد. وی معتقد است ماه و تغییر رنگ آن در طول نمایش سیبلی را بازنمایی می‌کند.

## شخصیت‌ها
- هرود آنتیپاس، پادشاه یهودیه
- جوان سوری، فرماندهٔ نگهبانان
- تیگلینوس، جوان رومی
- هرودیاس، همسر هرود
- غلامِ هرودیاس
- نعمان، دژخیم
- سالومه، دختر هرودیاس
- یحیی، پیامبر
- مرد نوبه‌ای
- مرد کاپادوکیایی
- سپاهی اول
- یهودیان، مردان ناصری، و غیره
- سپاهی دوم
- غلامان سالومه

## در فارسی
برخی ترجمه‌های فارسی این نمایشنامه عبارتند از:
- اسکار وایلد، سالومه، ترجمهٔ سیروس بهروزی، کتابهای جیبی، ۱۳۴۲
- اسکار وایلد، سالومه، ترجمهٔ محمد سعیدی، بنگاه ترجمه و نشر کتاب، ۱۳۳۶
- اسکار وایلد، سالومه، ترجمهٔ عبدالله کوثری، نشر هرمس ۱۳۸۸